# Jikke Gaastra
Jitske (Jikke) Minderhout - Gaastra (Oldeboorn, 1888 – Arnhem, 1963), was een Nederlands schaatsster. Zij was in 1912 de eerste vrouw die de Elfstedentocht reed. Ze reed de tocht met haar broer Jelle Gaastra.
Ze reed de tocht niet uit. In Sneek, dat jaar de laatste stad voor de finish in Leeuwarden aangezien de tocht tegen de klok in werd gereden, kreeg Gaastra samen met andere deelnemers te horen dat ze niet verder mocht rijden omdat het Bestuur voltooiing van de tocht te gevaarlijk achtte. Iedereen die tot Sneek gekomen was werd geacht de tocht te hebben uitgereden en ontving een Elfstedenkruisje. 